# Джованні Баттіста Вентурі
Джова́нні Батті́ста Венту́рі (італ. Giovanni Battista Venturi; нар. 11 вересня 1746, Бібб'яно — пом. 10 вересня 1822, Реджо-нель-Емілія) — італійський вчений, відомий роботами в області гідравліки, теорії світла і оптики. Його ім'ям названо відкритий ним ефект зниження тиску газу або рідини зі збільшенням швидкості їх руху, а також труба Вентурі.

## Життєпис
Джованні Баттіста Вентурі народився в Бібб'яно, сучасник Леонарда Ейлера та Даніеля Бернуллі, учень Ладзаро Спалланцані (італ. Lazzaro Spallanzani).
У 1769 році був висвячений у сан священника і в тому ж році призначений на посаду вчителя логіки в семінарію Реджо-Емілії. У 1774 році став професором геометрії та філософії університету Модени, ще через два роки — професором фізики.
Найвідомішими роботами Дж. Вентурі є роботи в області гідравліки. У 1797 році опублікував французькою мовою дослідження про витікання води через короткі циліндричні і розбіжні насадки (насадки Вентурі). У 1887 американським ученим К. Гершелем був запропонований водомір, названий ім'ям Вентурі. Відома трубка Вентурі, що використовується для вимірювання швидкості в повітряному і водяному потоці і для створення вакууму в авіаційних гіроскопах. Вентурі займався також теорією кольору і деякими питаннями оптики. У 1798 році написав доповідь про впровадження десяткової системи мір і ваг в Італії.
Вентурі був першим, хто привернув увагу до особистості Леонардо да Вінчі як вченого, зібрав і опублікував безліч робіт і записів Галілея.
Помер в Реджо-Емілії в 1822 році.